# Struthanthus pentamerus
Struthanthus pentamerus är en tvåhjärtbladig växtart som beskrevs av Carlos Toledo Rizzini. Struthanthus pentamerus ingår i släktet Struthanthus och familjen Loranthaceae. Inga underarter finns listade i Catalogue of Life.